# Vi människor

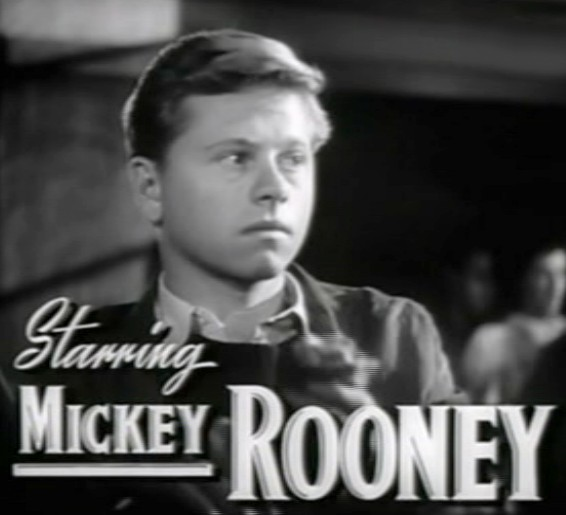
Mickey Rooney som Homer Macauley i filmen.

Vi människor (originaltitel: The Human Comedy) är en amerikansk dramafilm från 1943 i regi av Clarence Brown.
Från början var det tänkt att författaren William Saroyan både skulle skriva manus och regissera filmen, men sedan det framkommit att filmen då skulle blivit över två timmar lång tvingades han bort som regissör. Historien ändrades också om. Han skrev då en egen roman, baserad på sitt manus som han valde att ge ut samtidigt som filmens premiär. Saroyan tilldelades senare en Oscar för bästa berättelse för filmen. Han valde dock efter sina upplevelser att aldrig mer arbeta i Hollywood. Filmen var även nominerad i Oscarskategorierna bästa film, bästa regi, bästa foto och bästa manliga huvudroll.

## Handling
Homer Macauley (Mickey Rooney) stannar hemma för att försörja sin familj i den lilla staden Ithaca, Kalifornien, mitt under andra världskriget, medan hans bror Marcus (Van Johnson) förbereder sig för att gå ut i kriget.

## Rollista
- Mickey Rooney – Homer Macauley
- Frank Morgan – Willie Grogan
- James Craig – Tom Spangler
- Marsha Hunt – Diana Steed
- Fay Bainter – Mrs. Macauley
- Ray Collins – Mr. Macauley
- Van Johnson – Marcus Macauley
- Donna Reed – Bess Macauley
- Jackie Jenkins – Ulysses Macauley
- Dorothy Morris – Mary Arena
- John Craven – Tobey George
- Ann Ayars – Mrs. Sandoval
- Mary Nash – Miss Hicks
- Henry O'Neill – Charles Steed